# Constitución de la Unión Soviética de 1924
La Constitución soviética de 1924, de 31 de enero de 1924, legitima la unión de la RSFS de Rusia, la RSS de Ucrania, la RSS de Bielorrusia y la RSFS de Transcaucasia, que formaron la Unión de Repúblicas Socialistas Soviéticas de acuerdo con el Tratado de Creación de la URSS (1922).
Esta Constitución también modifica la estructura del Gobierno central. Establece el Congreso de los Sóviets de la Unión Soviética como cuerpo que ostenta la suprema autoridad del Estado, con el Comité Ejecutivo Central de la Unión Soviética como autoridad entre dichos congresos. El Comité Ejecutivo Central estaba dividido entre el Sóviet de la Unión, que representó a las repúblicas constituyentes y el Soviet de las Nacionalidades, en representación de los intereses de los grupos nacionales. El Presídium del Sóviet Supremo de la URSS funcionó como presidencia colectiva. Entre las sesiones del Comité Ejecutivo Central, el Presidium supervisaba la administración gubernamental. El Comité Ejecutivo Central también elegía al Sovnarkom, que servía de brazo ejecutivo del Gobierno.

## Historia de su aprobación
En diciembre de 1922, el Primer Congreso de los Sóviets de la Unión Soviética estableció en la declaración inicial la formación de la URSS, cuyos signatarios fueron los representantes de la repúblicas socialistas soviéticas de Rusia, Ucrania, Bielorrusia y Transcaucasia (unión entre Georgia, Armenia y Azerbaiyán). Cada una de las repúblicas tenía su propia constitución. Este Congreso tomó la decisión de desarrollar la Constitución de toda la Unión, que sería aceptada en el Segundo Congreso de los Soviets en enero de 1924.

## Estructura de la Constitución de 1924
La constitución de la URSS tenía dos partes:
- La declaración sobre la formación de la URSS
- El acuerdo sobre la formación de la URSS

### Declaración sobre formación de la URSS
En la declaración fueron formulados los principios de la asociación (voluntariedad e igualdad de derechos) y la especial naturaleza de la política nacional en el Estado soviético.

### El acuerdo sobre la formación de la URSS
El acuerdo contiene 11 capítulos:
- I. Sobre las competencias de gobierno de los órganos de autoridad supremos de la URSS
- II. Sobre los derechos soberanos de las repúblicas de la unión y sobre la unidad de ciudadanía
- III. El Congreso de los Soviets de la URSS
- IV. El Comité Central Ejecutivo de la URSS
- V. El Presídium del Comité Ejecutivo Central de la URSS
- VI. El Soviet de Comisarios del Pueblo (Sovnarkom) de la URSS
- VII. El Tribunal Supremo de la URSS
- VIII. Sobre los Comisarios del Pueblo de la URSS
- IX. El control unificado del Estado
- X. Sobre la Unión de Repúblicas
- XI. Sobre el escudo, bandera y capitalidad de la URSS

## Competencias básicas de la Unión de la Constitución de 1924
- Asuntos exteriores y comercio
- Decisión en los temas de guerra y paz
- Organización y administración de las Fuerzas Armadas
- Administración general y planificación de la economía y los presupuestos
- Desarrollo de las bases legislativas (justicia para toda la Unión)

La enmienda y cambio de los principios básicos de la constitución eran competencia de en Congreso Extraordinario de los Soviets de la URSS. Para las repúblicas de la unión se estableció el derecho de separación de la URSS y que el cambio de fronteras solo pudiese ser realizado con su consentimiento. Además, se fijó la ciudadanía unificada de la Unión.
El Congreso de los Soviets de la URSS se establece como órgano supremo, y sería elegido por los soviets de las ciudades y por los congresos de los soviets de las gubernias.
El periodo entre congresos, el órgano que ostenta la autoridad suprema será el Comité Ejecutivo Central, formado por el Soviet de la Unión, cuyos miembros serán elegidos mediante congreso en representación proporcional a la población de las repúblicas, y el Soviet de las Nacionalidades con los representantes de las repúblicas de la unión, repúblicas y territorios autónomos.
Los cambios de situación de las repúblicas unidas en el proceso de formación de la URSS viene dado por el hecho de subordinación a los órganos federales de autoridad y control. La jurisdicción de los órganos de las diferentes repúblicas serían aquellos en los que no se ha reservado la competencia para los órganos de la unión. Los intereses de cada república estarían presentes en los órganos centrales mediante sus representantes.
Con esta constitución, el centro obtiene una significativa autoridad para controlar a la periferia. La Constitución tuvo como objetivo la creación de una nueva cultura política «proletaria en su contenido, nacional en su forma», y fue un compromiso entre los planes comunistas de asociación universal y las tradiciones nacionales.

## Las ideas de Revolución Mundial
La Declaración sobre la formación de la URSS por sí misma no proclama la existencia de la Unión. Establece que su propósito es la revolución mundial. La propia declaración dice:
- «Con el tiempo, establecimiento de las repúblicas soviéticas en los estados del mundo vendrán de dos campos: el campo capitalista y el campo socialista»
- «El nuevo Estado soviético está abierto a todas las repúblicas socialistas soviéticas, tanto las existenes como las futuras», y esto será «el paso decisivo para el camino de la unión de trabajadores de todos los países en una república socialista soviética mundial».

Cuando se hizo clara la imposibilidad de un rápido éxito revolucionario en los países de Europa, la constitución fue revisada por Stalin para hacerla menos agresiva frente a los poderes capitalistas, teniendo como resultado la Constitución de la Unión Soviética de 1936.